# Alexander Leonidowitsch Assejew

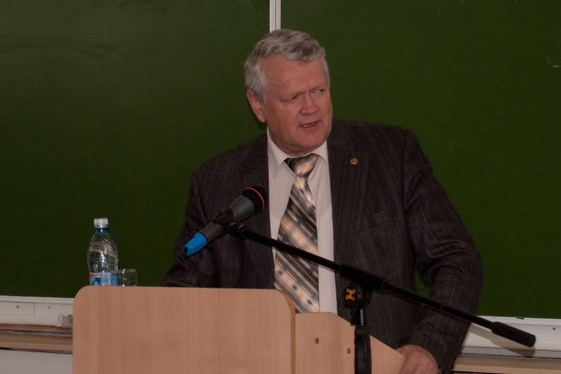
Alexander Leonidowitsch Assejew (2010)

Alexander Leonidowitsch Assejew (russisch Александр Леонидович Асеев; * 24. September 1946 in Ulan-Ude) ist ein russischer Physiker und Hochschullehrer.

## Leben
Assejew stammt aus einer Eisenbahnerfamilie. Sein Vater Leonid Semjonowitsch Assejew (1913–1982) war Stalinpreisträger und 1963–1973 Vorsitzender des Burjatischen Gewerkschaftsrats. Die Mutter Klawdija Mitrofanowna geborene Owtschinnikowa (1918–1993) war Feldscherin und arbeitete in der Ulan-Udeer Lokomotiv-Waggon-Fabrik, in der auch Assejews älterer Bruder Waleri (1941–2001) arbeitete. Bereits als Schüler begeisterte sich Assejew für die Radiotechnik.
Assejew studierte nach dem Besuch der Mittelschule Nr. 3 in Ulan-Ude 1963–1968 an der physikalischen Fakultät der Universität Nowosibirsk (NGU). Zu seinen Lehrern gehörten Michail Iwanowitsch Kargapolow, Anatoli Wassiljewitsch Rschanow und Juri Borissowitsch Rumer. In den Sommermonaten arbeitete er in den Studentenbaubrigaden des Komsomol in den Oblasts Nowosibirsk, Magadan, in der Region Krasnojarsk, in der Burjatischen Autonomen Sozialistischen Sowjetrepublik und in der Jakutischen Autonomen Sozialistischen Sowjetrepublik. Seine Diplomarbeit über die Versetzungsstruktur gebogener Germanium-Kristalle wurde von S. I. Stenin betreut.
Nach dem Studium trat Assejew zunächst als Praktikant in das 1964 von Anatoli Wassiljewitsch Rschanow gegründete Halbleiter-Institut der Sibirischen Abteilung (SO) der Akademie der Wissenschaften der UdSSR (AN-SSSR, ab 1991 Russische Akademie der Wissenschaften (RAN)) in Nowosibirsk ein, in dem er 1969 wissenschaftlicher Mitarbeiter wurde und dann kontinuierlich aufstieg. 1975 verteidigte er seine Kandidat-Dissertation über die Versetzungsstruktur einkristalliner Silizium- und Germanium Schichten auf unterschiedlichen Substraten. Mehrmals führte er wissenschaftliche Untersuchungen im Institut für Festkörperphysik und Elektronenmikroskopie der Akademie der Wissenschaften der DDR in Halle durch. 1990 verteidigte er seine Doktor-Dissertation über Strukturveränderungen in Silizium- und Germaniumkristallen bei der plötzlichen Generierung von Punktdefekten. 1993 besuchte er das Department of Materials der University of Oxford und das Commissariat à l’énergie atomique et aux énergies alternatives (cea) in Grenoble. 1996 war er Gastprofessor an der University of Wisconsin–Madison.
1998 wurde Assejew Direktor des Halbleiter-Instituts als Nachfolger Konstantin Konstantinowitsch Switaschews. Im Mittelpunkt seiner Arbeit standen die Mikrostrukturen und die elektronischen Eigenschaften der Halbleitersysteme mit reduzierten Abmessungen sowie die Entwicklung von Halbleitermikroelektroniken. 2000 wurde er Korrespondierendes Mitglied der RAN.
Neben seiner Forschungstätigkeit ist Assejew seit 1. September 2002 Professor des Lehrstuhls für Halbleiterphysik der physikalischen Fakultät der Universität Tomsk. Er betreute 4 Kandidat- und 2 Doktordissertationen. Er ist Autor von 200 wissenschaftlichen Arbeiten, darunter 5 Monografien und 9 Patente. Er ist Mitglied des Wissenschaftlichen Rats der NGU und Mitglied der Sektion für Nanotechnologie der Abteilung für Nano- und Informationstechnologie der RAN. 2006 wurde er Wirkliches Mitglied der RAN. 2008–2017 war er Vizepräsident der RAN und Vorsitzender der SO-RAN als Nachfolger Nikolai Leontjewitsch Dobrezows. Assejews Nachfolger als Vorsitzender der SO-RAN wurde Walentin Nikolajewitsch Parmon.
2013 ging Assejew in den Ruhestand. Sein Nachfolger als Direktor des Halbleiter-Instituts wurde Alexander Wassiljewitsch Latyschew. In diesem Jahr war Assejew wie auch andere Akademiemitglieder (Klub 1. Juli) aktiver Gegner der Gesetzesänderungspläne der Duma zu einer Reform der RAN. Bei der RAN-Präsidentenwahl 2017 unterstützte er die Kandidaten Jewgeni Nikolajewitsch Kablow und Gennadi Jakowlewitsch Krasnikow. In der Folge wurde auf die Ersetzung der RAN durch eine neue Akademie verzichtet.
Assejew ist seit 2014 Auswärtiges Mitglied der Nationalen Akademie der Wissenschaften Weißrusslands.
Assejew ist verheiratet mit der Chemikerin Wera Nikolajewna geborene Blisnjuk (* 1947). Ihre Tochter Olga (* 1971) ist Pharmakologin.

## Ehrungen
- Medaille des Ordens Für Verdienste um das Vaterland II. Klasse (2008)
- Ehrendoktor der Universität Tomsk (2010)[1]
- Ehrenprofessor der Burjatischen Staatlichen Universität (2010)[1]
- Polarstern-Orden der Mongolei (2010)[1]
- Medaille des Ordens Für Verdienste um das Vaterland I. Klasse (2017)[11]
- Ehrendoktor der Universität St. Petersburg (1918)[2]